# Branchensoftware
Branchensoftware fällt in die Kategorie Standardsoftware. 
Branchenapplikationen sind Anwendungsprogramme, die für Standardfunktionen in einem Unternehmen genutzt werden können und im Gegensatz zu funktionsübergreifender oder funktionsbezogener Standardsoftware auf spezielle Marktsegmente abgestimmt sind. 
Etliche Branchenlösungen sind für hunderte oder tausende von Kunden geschriebene Programme, andere hingegen werden nur bei deutlich weniger oder gar nur in vereinzelten Unternehmen eingesetzt. Vielfach werden auch Individuallösungen, die zunächst für einen einzigen Kunden erstellt wurden, anschließend zur Nachnutzung angeboten und als Branchenlösung vermarktet. In solchen Fällen ist eine Einordnung in die Kategorie Standardsoftware auch nur sehr eingeschränkt zutreffend.
Anbieter von Branchensoftware werden als Nischenanbieter bezeichnet und deren Software demnach als Nischensoftware. Diese Software gibt es bereits für fast alle Branchen (von der Automobilindustrie, über Handwerk und Bausoftware bis zum Gesundheitswesen).

## Vorteile
Im Gegensatz zu Individualsoftware ist Branchensoftware kostengünstiger und trotzdem vergleichsweise gut an die Anforderungen des jeweiligen Betriebs angepasst, und außerdem kurzfristig verfügbar.
Ferner kauft der Kunde mit der Software zugleich branchenspezifisches Know-how mit ein.

## Nachteile
Nachteilig ist, dass man oft an eine zufällige, vom Anbieter gewählte technische Plattform gebunden ist. Der Einkauf mehrerer Branchenlösungen führt daher häufig zu einer uneinheitlichen IT-Landschaft, was die Betriebskosten erhöht und den Zugriff auf alle Unternehmensinformationen (Reporting, BI) erschwert.

## Abwägung zwischen Vor- und Nachteilen
Unter Abwägung aller Vor- und Nachteile kann deshalb durchaus der Einsatz einer Individuallösung günstiger sein, insbesondere wenn moderne, alternative Softwaretechnologien zum Einsatz kommen.